# Iljik-myeon
Iljik-myeon (koreanska: 일직면) är en socken i kommunen Andong i provinsen Norra Gyeongsang i den centrala delen av Sydkorea, 190 km sydost om huvudstaden Seoul.